# В сумерках (Чехов)
«В сумерках: Очерки и рассказы» — авторский сборник рассказов Антона Чехова, выпущенный в 1887 году. Сборник составили 16 рассказов, опубликованных автором в газетах «Новое время» и «Петербургской газете» в 1886—1887 годах. После первой публикации в 1887 году сборник выдержал 12 прижизненных переизданий. В 1888 году за сборник «В сумерках» Чехов был награждён Пушкинской премией Императорской Санкт-Петербургской академии наук.
Сборник рассказов посвящён писателю Дмитрию Григоровичу.

## История замысла и публикации
Идея публикации сборника принадлежала петербургскому писателю и издателю Алексею Суворину. Для будущего сборника Чехов отобрал 16 своих рассказов, опубликованных преимущественно в газете «Новое время».

## Состав
| №  | Название          | Первая публикация | Первая публикация                        | Примечание |
| №  | Название          | Год               | Издание                                  | Примечание |
| -- | ----------------- | ----------------- | ---------------------------------------- | ---------- |
| 1  | Мечты             | 1886              | «Новое время», № 3849, 15 ноября         |            |
| 2  | Пустой случай     | 1886              | «Новое время», № 3793, 20 сентября       |            |
| 3  | Недоброе дело     | 1887              | «Петербургская газета», № 59, 2 марта    |            |
| 4  | Дома              | 1887              | «Новое время», № 3958, 7 марта           |            |
| 5  | Ведьма            | 1886              | «Новое время», № 3600, 8 марта           |            |
| 6  | Верочка           | 1887              | «Новое время», № 3944, 21 февраля        |            |
| 7  | В суде            | 1886              | «Новое время», № 3814, 11 октября        |            |
| 8  | Беспокойный гость | 1886              | «Петербургская газета», № 190, 14 июля   |            |
| 9  | Панихида          | 1886              | «Новое время», № 3581, 11 октября        |            |
| 10 | На пути           | 1886              | «Новое время», № 3889, 25 декабря        |            |
| 11 | Несчастье         | 1886              | «Новое время», № 3758, 16 августа        |            |
| 12 | Событие           | 1886              | «Петербургская газета», № 323, 24 ноября |            |
| 13 | Агафья            | 1886              | «Новое время», № 3607, 15 марта          |            |
| 14 | Враги             | 1887              | «Новое время», № 3913, 20 января         |            |
| 15 | Кошмар            | 1886              | «Новое время», № 3621, 29 марта          |            |
| 16 | Святою ночью      | 1886              | «Новое время», № 3636, 13 апреля         |            |

## Издания
Первое издание сборника:
- Чехов А. П. В сумерках: Очерки и рассказ. — СПб. : А. С. Суворин, 1887. — 1500 экз.

В 1986 году издательством «Наука» в академической серии «Литературные памятники» было осуществлено воспроизведение сборника, сопровождённое обстоятельным и обширным научным аппаратом (варианты текста, рецензии, статья, комментарий):
- Чехов А. П. В сумерках: Очерки и рассказы / Издание подготовили Г. П. Бердников, А. Л. Гришунин ; ответственный редактор Г. П. Бердников. — М. : Наука, 1986. — 576 с. — (Литературные памятники / Председатель редколлегии Д. С. Лихачёв). — 100 000 экз.